# Sarracenia jonesii
Sarracenia jonesii (лат.) — вид насекомоядных растений рода Саррацения (Sarracenia), семейства Саррацениевые (Sarraceniaceae), произрастающий на территории США (Северная Каролина и Южная Каролина).

## Описание
Sarracenia jonesii — растения, образующие плотные куртины; корневища имеют диаметр от 0,5 до 1,5 см. Кувшиныстые стебли, появляются с цветками. Стебли прямостоячие (с длинными черешками), их базальная часть занимает 1/4-1/3 всей трубки, которая цельная и не имеет открытой полости. Цвет кувшинов зеленый, обычно с красноватыми или пурпурными прожилками с внутренней стороны, иногда с общим глубоким бордово-фиолетовым оттенком, без белых пятен. Размер кувшинов варьирует от 21 до 73 см, они жесткие и восковидные, с гладкой внешней поверхностью. У них также имеются крылья шириной от 0,2 до 1 см. Отверстие кувшина овальное и имеет диаметр от 1 до 4 см, его кайма темно-бордовая, плотно закрученная и обычно имеет слабую или отчетливую вмятину дистальнее крыла, а иногда образует заметный носик, заходящий за крыло. Капюшон кувшина загнут внутрь, располагается далеко за отверстием и закрывает его. Он имеет красно-фиолетовый цвет и на видимых поверхностях, как с внутренней, так и с внешней стороны, видны красно-фиолетовые жилки, без белых пятен. Форма капюшона широкояйцевидная и волнистая, размеры составляют от 2,4 до 6,5 см в длину и от 2,4 до 5,4 см в ширину. Филлодии отсутствуют. Черешки длиной от 32 до 70 см, редко превышающие высоту самого высокого кувшина; прицветники имеют размер от 1 до 2 см.

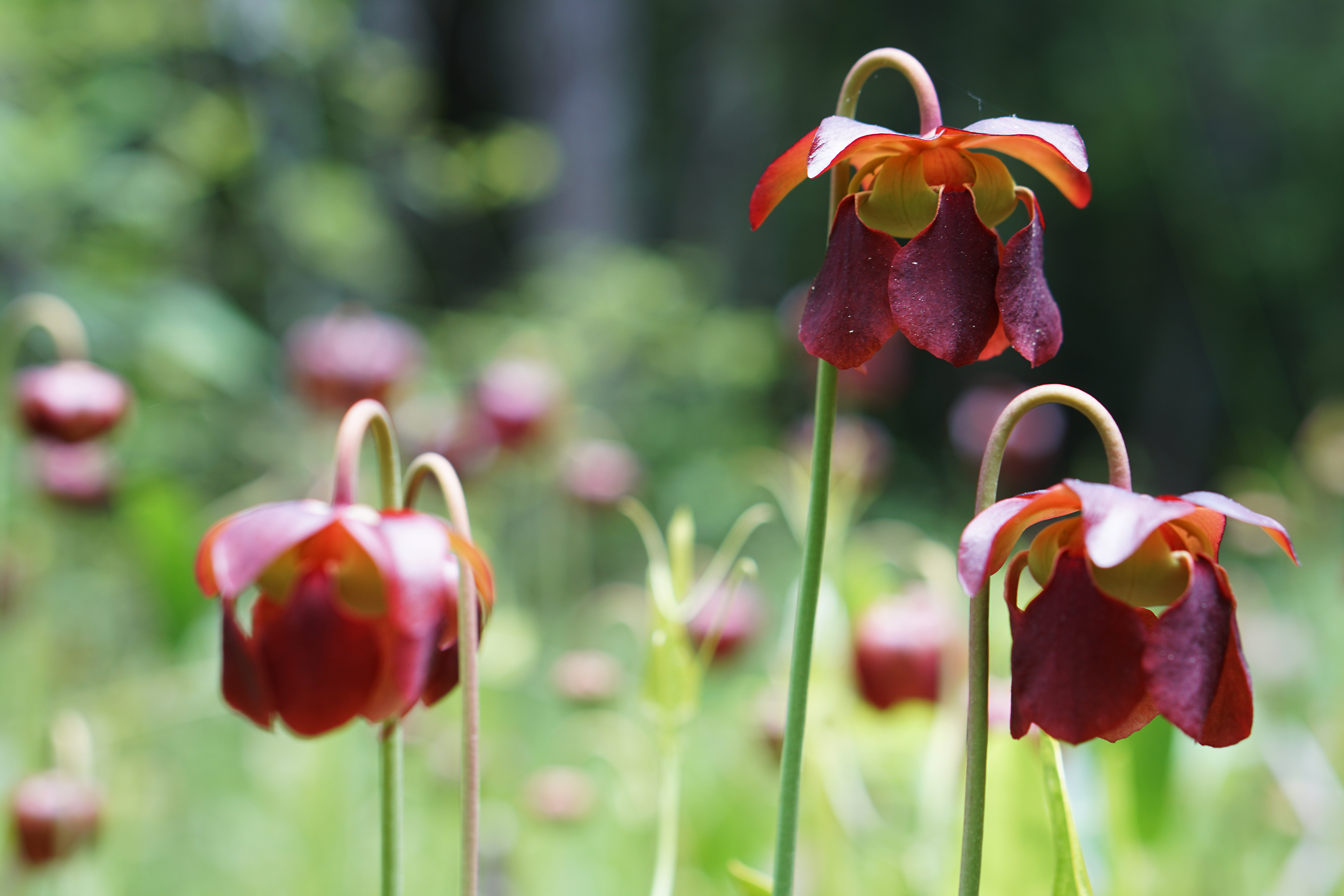
Темно-бордовые цветки

Цветки умеренно ароматные; чашелистики бордового цвета, размеры составляют от 2,5 до 3,5 см в длину и от 1,5 до 2 см в ширину; лепестки темно-бордовые, дистальная часть имеет обратнояйцевидную форму, размеры составляют от 2,5 до 4 см в длину и от 1,2 до 2,8 см в ширину, края лепестков приподняты; столбиковый диск имеет зеленый цвет и диаметр от 2,5 до 4 см. Коробочки имеют диаметр от 0,6 до 1,2 см. Семена имеют размер от 1,2 до 1,5 мм. Цветет в мае.
Количество хромосом 2n = 26.

## Распространение и экология
Sarracenia jonesii произрастает в просачивающихся болотах на низких горах в юго-западной части Северной Каролины (в округах Банкомб, Хендерсон и Трансилвейния), а также в просачиваниях вдоль пологих водопадов на прилегающем склоне Голубого хребта в Южной Каролине (в округах Гринвилл и Пикенс). Внутри своего естественного ареала он был интродуцирован и успешно приспособился. Растение может образовывать куртины высотой до 0,5 м в луговидных фильтрационных болотах. Оно является редким и уязвимым видом. Большинство подходящих мест для его обитания исчезли с 1950 года из-за различных воздействий человеческой деятельности. Sarracenia jonesii включен в федеральный список видов, находящихся под угрозой исчезновения, и требует контролируемой охраны. В дикой природе известны растения данного вида с желтовато-зелеными цветками и кувшинами, не обладающими антоцианами. Sarracenia jonesii легко отличается от Sarracenia rubra по более длинным и прочным черешкам.

## Таксономия
Sarracenia jonesii Wherry, первое упоминание в J. Washington Acad. Sci. 19: 385 (1929).

### Синонимы
Гомотипные (основанные на одном и том же номенклатурном типе):
- Sarracenia rubra f. jonesii (Wherry) C.R.Bell (1949)
- Sarracenia rubra subsp. jonesii (Wherry) Wherry (1972)

Гетеротипные (основанные на разных номенклатурных типах):
- Sarracenia jonesii f. viridescens (S.McPherson & D.E.Schnell) B.Rice (2019)
- Sarracenia rubra f. viridescens S.McPherson & D.E.Schnell (2011)